# Calathea veitchiana
Calathea veitchiana  es una especie fanerógama de la familia Marantaceae. Es originaria de  Ecuador. Sus naturales hábitat son las tierras bajas húmedas subtropicales o tropicales, en los  bosques subtropicales o tropicales húmedos y los bosques montanos .

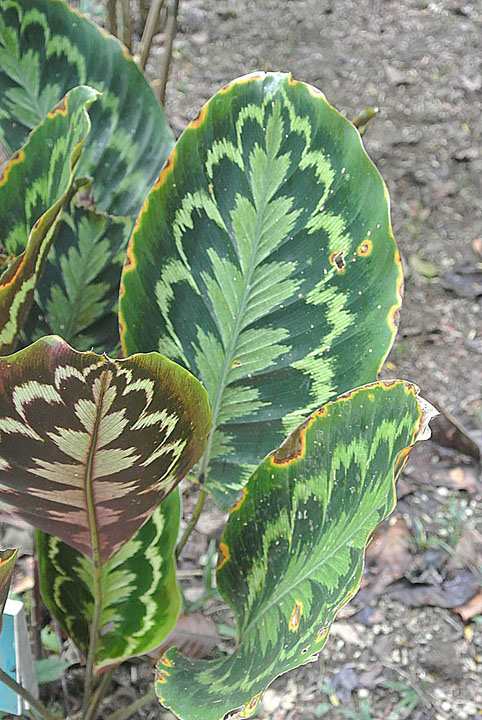
Vista de la planta

## Taxonomía
Calathea veitchiana fue descrita por J.H.Veitch ex Hook.f. y publicado en Botanical Magazine 91: t. 5535. 1865.
Sinonimia
- Calathea veitchiana var. foxii Raffill
- Maranta veitchiana (Veitch ex Hook.f.) Van Houtte
- Phyllodes veitchiana (Veitch ex Hook.f.) Kuntze[3][4]